# 160. pr. n. št.
160. pr. n. št. je četrto desetletje v 2. stoletju pr. n. št. med letoma 169 pr. n. št. in 160 pr. n. št.. 